# Salvia subg. Perovskia

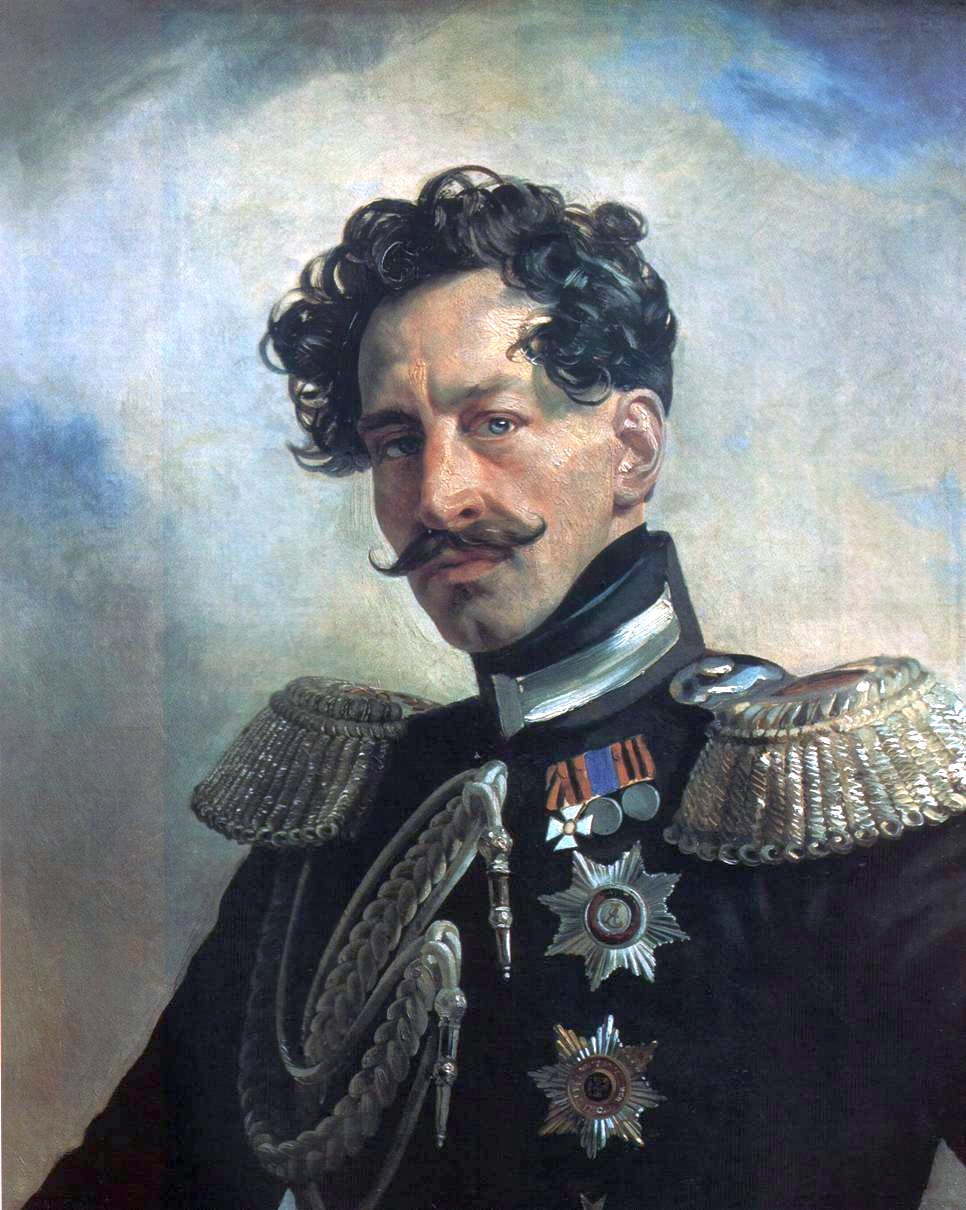
En el Vasili Perovski introdujo la salvia rusa (Salvia yangii) a los jardines europeos.

Salvia subg. Perovskia es un subgénero de Salvia de plantas con flores perteneciente a la familia Lamiaceae. Es originario de China y oeste de Asia. Hasta 2017 era considerado un género independiente.

## Distribución y hábitat
El área de distribución nativa de este subgénero se extiende desde el este de Irán, Asia Central (Kazajistán, Kirguistán, Tayikistán, Turkmenistán y Uzbekistán) y el oeste de Asia Oriental (Mongolia y el oeste de China, específicamente en Sinkiang) hasta el Tíbet y Asia Meridional (Afganistán, Pakistán y el norte de la India, específicamente en Himalaya occidental). Crece predominantemente en biomas templados.

## Taxonomía
Fue descrito inicialmente como Perovskia por Grigori Karelin y publicado en Bulletin de la Société impériale des naturalistes de Moscou 14: 15, en 1841, actualmente es tanto un sinónimo como el basónimo de esta; y ulteriormente, sería degradado a subgénero por Jay B. Walker, Bryan T. Drew y Jesús Guadalupe González en Taxon 66(1): 140, en 2017.

#### Etimología
Véase: Salvia
Perovskia: nombre genérico otorgado en honor del diplomático, estadista, general y ministro ruso Vasili Perovski (1795 – 1857), quien desempeñó un papel importante en las expediciones rusas en Asia Central. A finales de 1837, comandó una unidad del Ejército Imperial Ruso en Afganistán, donde posiblemente se encontró con la salvia rusa (Salvia yangii, antes Perovskia atriplicifolia), la cual introdujo en los jardines europeos.

## Especies
Comprende 8 especies y 1 híbrido aceptados:
- Salvia abrotanoides (Kar.) Sytsma, 2017 - Afganistán, Irán, Kirguistán, Pakistán, Tíbet, Turkmenistán e Himalaya occidental del norte de la India.
- Salvia bungei J.G.González, 2017 - Tayikistán.
- Salvia karelinii J.B.Walker, 2017 - Kirguistán y Tayikistán.
- Salvia klokovii J.B.Walker, 2017 - Tayikistán.
- Salvia kudrjaschevii (Gorschk. y Pjataeva) Systma, 2017 - Kirguistán y Kazajistán.
- Salvia pobedimovae J.G.González, 2017 - Afganistán, Kirguistán y Tayikistán.
- Salvia scrophulariifolia (Bunge) B.T.Drew, 2017 - Kirguistán y Tayikistán.
- Salvia yangii B.T.Drew, 2017 – salvia rusa - Afganistán, Himalaya occidental, Pakistán, Sinkiang y Tíbet.

#### Híbridos
- Salvia × ferganica Sennikov, 2021 - Kirguistán.